# Ce merveilleux automne
Pour plus de détails, voir Fiche technique et Distribution.
Ce merveilleux automne (Un bellissimo novembre) est un film italien réalisé par Mauro Bolognini, sorti en 1969.

## Synopsis
Quelques jours après la Toussaint, une vaste famille sicilienne se réunit dans leur château de campagne près de Catane. La jeune génération a reconnu depuis longtemps qu'il y a beaucoup d'hypocrisie cachée derrière le cadre élégant et la morale stricte. C'est pourquoi Nino, dix-sept ans, se sent particulièrement attiré par sa belle tante Cettina, qui est considérée comme le mouton noir de la famille parce qu'elle s'est enfuie dans un mariage qui n'a pas été entièrement approuvé. La femme expérimentée, cependant, allume avec suffisance le feu d'une passion ardente chez le jeune homme, le séduit selon toutes les règles de l'art - et apparaît alors très étonnée lorsque Nino, plein de jalousie folle, ne veut pas partager sa place avec un amant plus âgé. L'espoir qu'il avait fugitivement espéré que Cettina serait totalement dévouée à lui-même, contrairement à toutes les conventions, s'évanouit.
Nino, résigné, se jette dans un mariage avec une jeune cousine - et jouera le jeu habituel sans rébellion ouverte. A la porte de l'église, il échange un doux « A bientôt ! » avec sa séduisante tante.

## Fiche technique
- Titre : Ce merveilleux automne
- Titre original : Un bellissimo novembre
- Réalisation : Mauro Bolognini
- Scénario : Lucia Drudi Demby, Attilio Riccio et Antonio Altoviti d'après le livre d'Ercole Patti
- Musique : Ennio Morricone
- Photographie : Armando Nannuzzi
- Montage : Roberto Perpignani
- Pays d'origine :  Italie
- Format : Couleurs - 1,66:1 - Mono
- Genre : Film dramatique
- Durée : 95 minutes
- Date de sortie :
  -  Italie : 5 avril 1969
  -  France : 17 mars 1972 (Paris)

## Distribution
- Gina Lollobrigida : Cettina
- Gabriele Ferzetti : Biagio
- André Lawrence : Sasà
- Paolo Turco : Nino
- Danielle Godet : Elisa
- Margarita Lozano : Amalia
- Isabella Savona : Giulietta
- Jean Maucorps : Mimi
- Corrado Gaipa : Oncle Alfio